# El Guabo (canton)
El Guabo est un canton d'Équateur situé dans la province d'El Oro.